# Eleutherodactylus

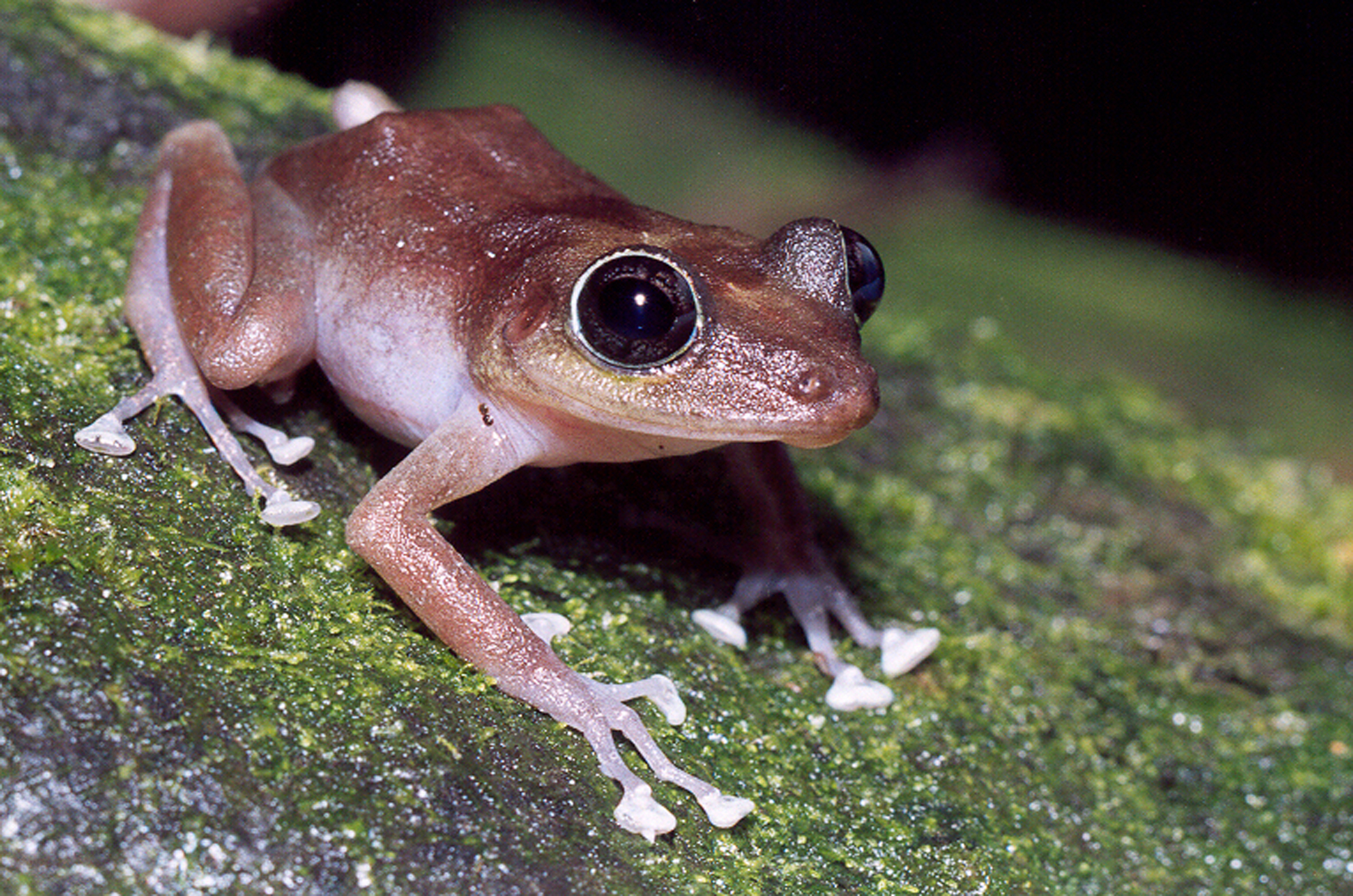
Samica E. cooki

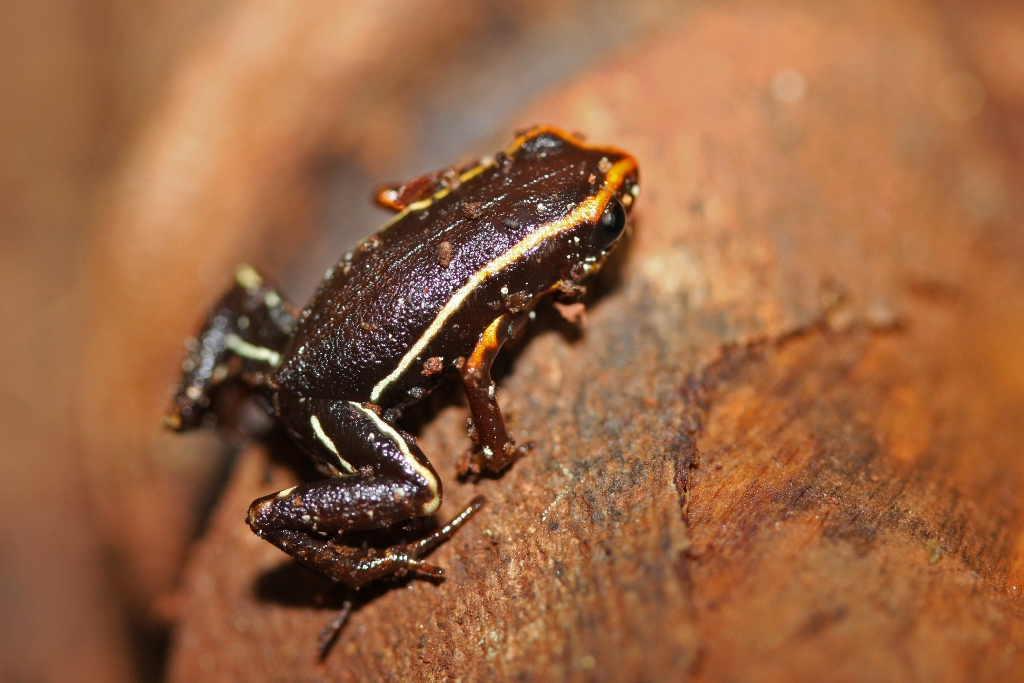
E. iberia

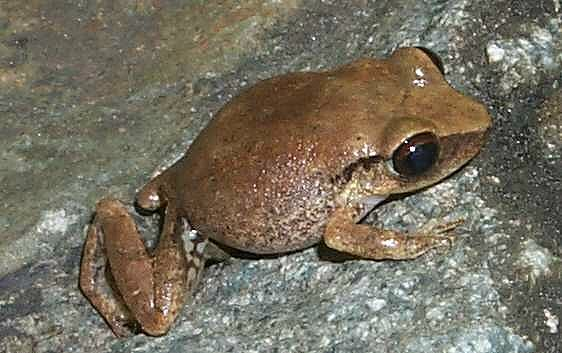
E. antillensis

Eleutherodactylus – rodzaj płazów bezogonowych z podrodziny Eleutherodactylinae w rodzinie Eleutherodactylidae.

## Zasięg występowania
Rodzaj obejmuje gatunki występujące w południowym Teksasie (z wprowadzonymi populacjami na północ i wschód wzdłuż wybrzeża Zatoki Meksykańskiej do Karoliny Południowej) i zachodnim Meksyku na południe do Belize i Gwatemali; Antyle od Bahamów i Kuby na wschód i południe do Wysp Nawietrznych.

## Systematyka

### Etymologia
- Eleutherodactylus: gr. ελευθερος eleutheros „wolny”, od ελευθεροω eleutheroō „uwolnić”[15]; δακτυλος daktulos „palec”[16].
- Euhyas: gr. ευ eu „dobry, ładny”[17]; rodzaj Hyas Wagler, 1830. Gatunek typowy: Hylodes ricordii A.M.C. Duméril & Bibron, 1841.
- Epirhexis: gr. επι epi „na”[18]; ῥηξις rhēxis „pęknięcie”[19]. Gatunek typowy: Batrachyla longipes Baird, 1859.
- Syrrhophus (Syrrhopus[a], Syrrhaphus[a]): gr. συν sun „razem”[20]; ῥαφη rhaphē „szew”[19]. Gatunek typowy: Syrrhophus marnocki Cope, 1878.
- Malachylodes: gr. μαλακος malakos „miękki, delikatny”[21]; rodzaj Hyla Laurenti, 1768; gr. -οιδης -oidēs „przypominający”[22]. Gatunek typowy: Malachylodes guttilatus Cope, 1879.
- Tomodactylus: gr. τομος tomos „ostry, tnący”, od τεμνω temnō „ciąć”[23]; δακτυλος daktulos „palec”[16]. Gatunek typowy: Tomodactylus amulae Günther, 1900.
- Pelorius: gr. πελωριος pelōrios „ogromny, olbrzymi”[12]. Gatunek typowy: Leptodactylus inoptatus Barbour, 1914.
- Schwartzius: Albert Schwartz (1923–1992), amerykański herpetolog, teriolog, ornitolog i lepidopterolog[13]. Gatunek typowy: Eleutherodactylus counouspeus Schwartz, 1964.

### Podział systematyczny
Do rodzaju należą następujące gatunki:

- Eleutherodactylus abbotti Cochran, 1923
- Eleutherodactylus acmonis Schwartz, 1960
- Eleutherodactylus adelus Díaz, Cadiz & Hedges, 2003
- Eleutherodactylus albipes Barbour & Shreve, 1937
- Eleutherodactylus albolabris (Taylor, 1943)
- Eleutherodactylus alcoae Schwartz, 1971
- Eleutherodactylus alticola Lynn, 1937
- Eleutherodactylus amadeus Hedges, Thomas & Franz, 1987
- Eleutherodactylus amplinympha Kaiser, Green & Schmid, 1994
- Eleutherodactylus andrewsi Lynn, 1937
- Eleutherodactylus angustidigitorum (Taylor, 1940)
- Eleutherodactylus antillensis (Reinhardt & Lütken, 1863)
- Eleutherodactylus aporostegus Schwartz, 1965
- Eleutherodactylus apostates Schwartz, 1973
- Eleutherodactylus armstrongi Noble & Hassler, 1933
- Eleutherodactylus atkinsi Dunn, 1925
- Eleutherodactylus audanti Cochran, 1934
- Eleutherodactylus auriculatoides Noble, 1923
- Eleutherodactylus auriculatus (Cope, 1862)
- Eleutherodactylus bakeri Cochran, 1935
- Eleutherodactylus barlagnei Lynch, 1965
- Eleutherodactylus bartonsmithi Schwartz, 1960
- Eleutherodactylus beguei Díaz &Hedges, 2015
- Eleutherodactylus blairhedgesi Estrada, Díaz & Rodriguez, 1998
- Eleutherodactylus bothroboans Schwartz, 1965
- Eleutherodactylus bresslerae Schwartz, 1960
- Eleutherodactylus brevirostris Shreve, 1936
- Eleutherodactylus brittoni Schmidt, 1920
- Eleutherodactylus campi (Stejneger, 1915)
- Eleutherodactylus caribe Hedges & Thomas, 1992
- Eleutherodactylus casparii Dunn, 1926
- Eleutherodactylus cattus Rodriguez, Dugo-Cota, Montero-Mendieta, Gonzalez-Voyer, Alonso Bosch, Vences & Vilà, 2017
- Eleutherodactylus cavernicola Lynn, 1954
- Eleutherodactylus chlorophenax Schwartz, 1976
- Eleutherodactylus cochranae Grant, 1932
- Eleutherodactylus coelum Hernández-Austria, García-Castillo & Parra-Olea, 2024
- Eleutherodactylus colimotl Grünwald, Reyes-Velasco, Franz-Chávez, Morales-Flores, Ahumada-Carrillo, Jones & Boissinot, 2018
- Eleutherodactylus cooki Grant, 1932
- Eleutherodactylus coqui Thomas, 1966 – szczekunka kokwi[24]
- Eleutherodactylus corona Hedges & Thomas, 1992
- Eleutherodactylus counouspeus Schwartz, 1964
- Eleutherodactylus cubanus Barbour, 1942
- Eleutherodactylus cundalli Dunn, 1926
- Eleutherodactylus cuneatus (Cope, 1862)
- Eleutherodactylus cystignathoides (Cope, 1877)
- Eleutherodactylus darlingtoni Cochran, 1935
- Eleutherodactylus dennisi (Lynch, 1970)
- Eleutherodactylus dilatus (Davis & Dixon, 1955)
- Eleutherodactylus dimidiatus (Cope, 1862)
- Eleutherodactylus diplasius Schwartz, 1973
- Eleutherodactylus dolomedes Hedges & Thomas, 1992
- Eleutherodactylus eileenae Dunn, 1926
- Eleutherodactylus emiliae Dunn, 1926
- Eleutherodactylus eneidae Rivero, 1959
- Eleutherodactylus erendirae Grünwald, Reyes-Velasco, Franz-Chávez, Morales-Flores, Ahumada-Carrillo, Jones & Boissinot, 2018
- Eleutherodactylus erythrochomus Palacios-Aguilar & Santos-Bibiano, 2020[25]
- Eleutherodactylus erythroproctus Schwartz, 1960
- Eleutherodactylus etheridgei Schwartz, 1958
- Eleutherodactylus eunaster Schwartz, 1973
- Eleutherodactylus feichtingeri Díaz, Hedges & Schmid, 2012
- Eleutherodactylus flavescens Noble, 1923
- Eleutherodactylus floresvillelai Grünwald, Reyes-Velasco, Franz-Chávez, Morales-Flores, Ahumada-Carrillo, Jones & Boissinot, 2018
- Eleutherodactylus fowleri Schwartz, 1973
- Eleutherodactylus franzi Grünwald, Montaño-Ruvalcaba, Jones, Ahumada-Carrillo, Grünwald, Zheng, Strickland & Reyes-Velasco, 2023
- Eleutherodactylus furcyensis Shreve & Williams, 1963
- Eleutherodactylus fuscus Lynn & Dent, 1943
- Eleutherodactylus geitonos Díaz, Incháustegui, Marte, Köhler, Cádiz & Rodríguez, 2018
- Eleutherodactylus glamyrus Estrada & Hedges, 1997
- Eleutherodactylus glandulifer Cochran, 1935
- Eleutherodactylus glanduliferoides Shreve, 1936
- Eleutherodactylus glaphycompus Schwartz, 1973
- Eleutherodactylus glaucoreius Schwartz & Fowler, 1973
- Eleutherodactylus goini Schwartz, 1960
- Eleutherodactylus gossei Dunn, 1926
- Eleutherodactylus grabhami Dunn, 1926
- Eleutherodactylus grahami Schwartz, 1979
- Eleutherodactylus grandis (Dixon, 1957)
- Eleutherodactylus greyi Dunn, 1926
- Eleutherodactylus griphus Crombie, 1986
- Eleutherodactylus grunwaldi Reyes-Velasco, Ahumada-Carrillo, Burkhardt & Devitt, 2015
- Eleutherodactylus gryllus Schmidt, 1920
- Eleutherodactylus guanahacabibes Estrada & Rodriguez, 1985
- Eleutherodactylus guantanamera Hedges, Estrada & Thomas, 1992
- Eleutherodactylus gundlachi Schmidt, 1920
- Eleutherodactylus guttilatus (Cope, 1879)
- Eleutherodactylus haitianus Barbour, 1942
- Eleutherodactylus hedricki Rivero, 1963
- Eleutherodactylus heminota Shreve & Williams, 1963
- Eleutherodactylus humboldti Devitt, Tseng, Taylor-Adair, Koganti, Timugura & Cannatella, 2023
- Eleutherodactylus hypostenor Schwartz, 1965
- Eleutherodactylus iberia Estrada & Hedges, 1996
- Eleutherodactylus inoptatus (Barbour, 1914)
- Eleutherodactylus intermedius Barbour & Shreve, 1937
- Eleutherodactylus interorbitalis (Langebartel & Shannon, 1956)
- Eleutherodactylus ionthus Schwartz, 1960
- Eleutherodactylus jaliscoensis Grünwald, Reyes-Velasco, Franz-Chávez, Morales-Flores, Ahumada-Carrillo, Jones & Boissinot, 2018
- Eleutherodactylus jamaicensis Barbour, 1910
- Eleutherodactylus jamesdixoni Devitt, Tseng, Taylor-Adair, Koganti, Timugura & Cannatella, 2023
- Eleutherodactylus jasperi Drewry & Jones, 1976
- Eleutherodactylus jaumei Estrada & Alonso, 1997
- Eleutherodactylus johnstonei Barbour, 1914
- Eleutherodactylus juanariveroi Rios-López & Thomas, 2007
- Eleutherodactylus jugans Cochran, 1937
- Eleutherodactylus junori Dunn, 1926
- Eleutherodactylus karlschmidti Grant, 1931
- Eleutherodactylus klinikowskii Schwartz, 1959
- Eleutherodactylus lamprotes Schwartz, 1973
- Eleutherodactylus leberi Schwartz, 1965
- Eleutherodactylus lentus (Cope, 1862)
- Eleutherodactylus leoncei Shreve & Williams, 1963
- Eleutherodactylus leprus (Cope, 1879)
- Eleutherodactylus ligiae Incháustegui, Díaz & Marte, 2015
- Eleutherodactylus limbatus (Cope, 1862)
- Eleutherodactylus limbensis Lynn, 1958
- Eleutherodactylus locustus Schmidt, 1920
- Eleutherodactylus longipes (Baird, 1859)
- Eleutherodactylus lucioi Schwartz, 1980
- Eleutherodactylus luteolus (Gosse, 1851)
- Eleutherodactylus maculabialis Grünwald, Reyes-Velasco, Franz-Chávez, Morales-Flores, Ahumada-Carrillo, Rodriguez & Jones, 2021
- Eleutherodactylus maestrensis Díaz, Cádiz & Navarro, 2005
- Eleutherodactylus manantlanensis Grünwald, Reyes-Velasco, Franz-Chávez, Morales-Flores, Ahumada-Carrillo, Jones & Boissinot, 2018
- Eleutherodactylus mariposa Hedges, Estrada & Thomas, 1992
- Eleutherodactylus marnockii (Cope, 1878)
- Eleutherodactylus martinicensis (von Tschudi, 1838)
- Eleutherodactylus maurus Hedges, 1989
- Eleutherodactylus melacara Hedges, Estrada & Thomas, 1992
- Eleutherodactylus melatrigonum Schwartz, 1966
- Eleutherodactylus michaelschmidi Díaz, Cádiz & Navarro, 2007
- Eleutherodactylus minutus Noble, 1923
- Eleutherodactylus modestus (Taylor, 1942)
- Eleutherodactylus monensis (Meerwarth, 1901)
- Eleutherodactylus montanus Schmidt, 1919
- Eleutherodactylus montserratae Hedges, 2022
- Eleutherodactylus nebulosus (Taylor, 1943)
- Eleutherodactylus neiba Incháustegui, Díaz & Marte, 2015
- Eleutherodactylus nietoi Grünwald, Reyes-Velasco, Franz-Chávez, Morales-Flores, Ahumada-Carrillo, Jones & Boissinot, 2018
- Eleutherodactylus nitidus (Peters, 1870)
- Eleutherodactylus nortoni Schwartz, 1976
- Eleutherodactylus notidodes Schwartz, 1966
- Eleutherodactylus nubicola Dunn, 1926
- Eleutherodactylus olibrus Schwartz, 1958
- Eleutherodactylus orarius (Dixon, 1957)
- Eleutherodactylus orcutti Dunn, 1928
- Eleutherodactylus orientalis (Barbour & Shreve, 1937)
- Eleutherodactylus oxyrhyncus (A.M.C. Duméril & Bibron, 1841)
- Eleutherodactylus pallidus (Duellman, 1958)
- Eleutherodactylus pantoni Dunn, 1926
- Eleutherodactylus parabates Schwartz, 1964
- Eleutherodactylus paralius Schwartz, 1976
- Eleutherodactylus parapelates Hedges & Thomas, 1987
- Eleutherodactylus patriciae Schwartz, 1965
- Eleutherodactylus paulsoni Schwartz, 1964
- Eleutherodactylus pentasyringos Schwartz & Fowler, 1973
- Eleutherodactylus petersi (Duellman, 1954)
- Eleutherodactylus pezopetrus Schwartz, 1960
- Eleutherodactylus pictissimus Cochran, 1935
- Eleutherodactylus pinarensis Dunn, 1926
- Eleutherodactylus pinchoni Schwartz, 1967
- Eleutherodactylus pipilans (Taylor, 1940)
- Eleutherodactylus pituinus Schwartz, 1965
- Eleutherodactylus planirostris (Cope, 1862) – szczekunka oranżeryjna[26]
- Eleutherodactylus poolei Cochran, 1938
- Eleutherodactylus portoricensis Schmidt, 1927
- Eleutherodactylus potosiensis Hernández-Austria, García-Vázquez, Grünwald & Parra-Olea, 2022
- Eleutherodactylus principalis Estrada & Hedges, 1997
- Eleutherodactylus probolaeus Schwartz, 1965
- Eleutherodactylus rhodesi Schwartz, 1980
- Eleutherodactylus richmondi Stejneger, 1904
- Eleutherodactylus ricordii (A.M.C. Duméril & Bibron, 1841)
- Eleutherodactylus riparius Estrada & Hedges, 1998
- Eleutherodactylus rivularis Díaz, Estrada & Hedges, 2001
- Eleutherodactylus rogersi Goin, 1955
- Eleutherodactylus ronaldi Schwartz, 1960
- Eleutherodactylus rubrimaculatus (Taylor & Smith, 1945)
- Eleutherodactylus rucillensis Cochran, 1939
- Eleutherodactylus rufescens (Duellman & Dixon, 1959)
- Eleutherodactylus rufifemoralis Noble & Hassler, 1933
- Eleutherodactylus ruthae Noble, 1923
- Eleutherodactylus saxatilis (Webb, 1962)
- Eleutherodactylus schmidti Noble, 1923
- Eleutherodactylus schwartzi Thomas, 1966
- Eleutherodactylus sciagraphus Schwartz, 1973
- Eleutherodactylus semipalmatus Shreve, 1936
- Eleutherodactylus sentinelus Grünwald, Reyes-Velasco, Franz-Chávez, Morales-Flores, Ahumada-Carrillo, Rodriguez & Jones, 2021
- Eleutherodactylus simulans Díaz & Fong, 2001
- Eleutherodactylus sisyphodemus Crombie, 1977
- Eleutherodactylus sommeri Schwartz, 1977
- Eleutherodactylus staurometopon Schwartz, 1960
- Eleutherodactylus symingtoni Schwartz, 1957
- Eleutherodactylus syristes (Hoyt, 1965)
- Eleutherodactylus teretistes (Duellman, 1958)
- Eleutherodactylus tetajulia Estrada & Hedges, 1996
- Eleutherodactylus thomasi Schwartz, 1959
- Eleutherodactylus thorectes Hedges, 1988
- Eleutherodactylus toa Estrada & Hedges, 1991
- Eleutherodactylus tonyi Estrada & Hedges, 1997
- Eleutherodactylus turquinensis Barbour & Shreve, 1937
- Eleutherodactylus tychathrous Schwartz, 1965
- Eleutherodactylus unicolor Stejneger, 1904
- Eleutherodactylus varians (Gundlach & Peters, 1864)
- Eleutherodactylus varleyi Dunn, 1925
- Eleutherodactylus ventrilineatus (Shreve, 1936)
- Eleutherodactylus verrucipes (Cope, 1885)
- Eleutherodactylus verruculatus (Peters, 1870)
- Eleutherodactylus warreni Schwartz, 1976
- Eleutherodactylus weinlandi Barbour, 1914
- Eleutherodactylus wetmorei Cochran, 1932
- Eleutherodactylus wightmanae Schmidt, 1920
- Eleutherodactylus wixarika Reyes-Velasco, Ahumada-Carrillo, Burkhardt & Devitt, 2015
- Eleutherodactylus zeus Schwartz, 1958
- Eleutherodactylus zugi Schwartz, 1958